# Tuollosaari
Tuollosaari är en ö i Finland. Den ligger i vattendraget Kitinen och i kommunen Sodankylä i den ekonomiska regionen Norra Lappland och landskapet Lappland, i den norra delen av landet, 800 km norr om huvudstaden Helsingfors. Öns area är 4,1 hektar och dess största längd är 470 meter i öst-västlig riktning.